# Болдирєва Наталія Володимирівна
Наталія Володимирівна Бо́лдирєва (нар. 5 грудня 1946, Київ) — український графік; член Спілки радянських художників України з 1980 року. Дочка Володимира та Євдокії Болдирєвих, дружина Іллі Толкачова, мати Олени Толкачової.

## Біографія
Народилася 5 грудня 1946 року в місті Києві (нині Україна). У 1965 році закінчила Київську художню середню школу імені Тараса Шевченка, у 1971 році — Київський державний художній інститут, де навчалася у Тетяни Яблонської, Василя Чебаника, Василя Касіяна.
З 1971 року працювала в Художньому фонді України. Мешкає у Києві в будинку на провулку Бастіонному № 9, квартира 62.

## Творчість
Працює в галузі станкової графіки. Серед робіт:
- «Біле озеро» (1969);
- «Старий колодязь» (1970);
- «Дівчинка біля дерева» (1970);
- «Стара яблуня» (1977);
- «На веранді» (1977);
- «Сонячний промінь» (1978);
- «Похмурий день» (1978);
- «Дворик у Сіджаку» (1980);
- «Каршинські хлопчики» (1980);
- «Теплий вечір» (1982);
- «Туман» (1982);
- «Порожня клітка» (1982);
- «Білий кінь» (1983);
- «Зимова тиша» (1983);
- «Захід сонця» (1983);
- «На лузі» (1983);
- «Алея» (1983);
- «Дорога» (1983);
- «Сутінки» (1983);
- «Яблука» (1983);
- «Одиноке дерево» (1984);
- «Осінні далі» (1984);
- «Полудень» (1984);
- «Дорога» (1985);
- «Стара криниця» (1985);
- «Місячна ніч» (1986);
- «Рожевий кущ» (1990);
- «Річкова прохолода» (1990);
- серія «Наша екологія» (1990-ті);
- «Осінь за вікном» (1992);
- «Місячна ніч» (1995);
- «Ностальгія» (1995);
- «Небо і земля» (1995);
- серія акварелей «Гурзуф» (1996);
- «Зима на Печерську» (2000).

З 1966 року бере участь у виставках.
Твори зберігаються в Національному музеї Тараса Шевченка, Феодосійській картинній галереї, Херсонському краєзнавчому музеї, Донецькому художньому музеї, а також у приватних збірках України, Канади, Франції, Бельгії, Росії, Сполучених Штатів Америки.